# 大島中
大島中（おおしまなか）は、岡山県笠岡市の大字。2011年10月1日時点の人口は1,339人。郵便番号714-0033（笠岡郵便局管区）。本項では同区域にかつて存在した浅口郡大島中村（おおしまなかむら）についても記す。

## 地理
笠岡市南東部に位置する。水島灘に面する。西で西大島、東で浅口市寄島町と隣接する。岡山県道47号倉敷長浜笠岡線が海岸線を、岡山県道406号寄島笠岡線が内陸部を横断、両県道を岡山県道432号大島中新庄線が結ぶ。

### 山
- 御嶽山
- 鉢山
- 青佐山

## 歴史

### 沿革
- 1889年（明治22年）6月1日 - 町村制の施行により、大島中村が単独で自治体を形成。
- 1905年（明治38年）4月1日 - 西大島村と合併して大島村が発足。同日大島中村廃止。大字大島中となる。
- 1955年（昭和30年）4月1日 - 大島村のうち大字大島中柴木が寄島町、残部が笠岡市に編入。
- 2006年（平成18年）3月21日 - 寄島町が鴨方町・金光町と合併して浅口市が発足。

## 交通

### 道路
- 岡山県道47号倉敷長浜笠岡線
- 岡山県道406号寄島笠岡線
- 岡山県道432号大島中新庄線

### 港湾
- 正頭漁港

## 施設
- 笠岡市立大島中学校
- 笠岡市立大島東小学校
- 天照皇大神宮
- 白成稲荷神社
- 天神社
- 荒神社（2ヶ所）
- 河神社